# 東春朝鮮初級学校
東春朝鮮初級学校（とうしゅんちょうせんしょきゅうがっこう、도슌조선초급학교）は、学校法人愛知朝鮮学園が運営する愛知県春日井市弥生町にある朝鮮学校である。

## 概要
愛知県北部および岐阜県東南部在住の在日朝鮮人子弟に対する教育を行っている。
日本の幼稚園・小学校に相当する教育を行っている各種学校（非一条校）である。

## 沿革
- 1946年
  - 2月 - 守山市(現：守山区)の個人宅を借りて守山朝鮮学園開設
  - 11月11日 - 鳥居松、坂下、小牧、篠岡、高蔵寺に朝鮮語講習所・国語講習所開設
- 1947年
  - 2月 - 守山市市場の瓦屋を購入し新校舎建設
  - 11月11日 - 東春地域同胞が春日井市関田町に鳥居松朝鮮語講習所の新校舎建設
- 1948年春 - 守山朝鮮学園の反対側にある土地を購入し校舎増築・運動場建設
- 1949年11月 - 鳥居松朝鮮語講習所を鳥居松朝鮮人学校に改称。
- 1951年10月 - 守山朝鮮学園を守山朝鮮人学校に改称。
- 1956年4月
  - 守山朝鮮人学校を「愛知朝鮮第5初級学校」に改称
  - 鳥居松朝鮮人学校を「愛知朝鮮第6初級学校」に改称
- 1959年9月 - 伊勢湾台風で第6初級校舎全壊、教育援助費で新校舎建設事業開始
- 1960年2月 - 第6初級の新校舎落成
- 1966年4月 - 第5初級と第6初級を統合し中級部創設。「東春朝鮮初中級学校」に改名。
- 1967年5月 - 新校舎落成
- 1969年4月 - 附属幼稚班を創設
- 1974年4月1日 - 現在の東春初級の前身の一つである東濃朝鮮初中級学校が開校
- 1975年4月 - 新校舎へ移転。
- 1975年4月 - 東春初中附属幼稚班の教室を増築
- 1987年5月 - 東春初中附属幼稚班園舎落成式開催
- 1995年4月 - 東濃朝鮮初中級学校の中級部を統合
- 1998年4月 - 東濃初級が休校となる。東濃初級を統合し児童たちは東春初中に移籍
- 2000年8月 - 校舎全面補修工事完工
- 2006年 - 生徒数減少で東春初中中級部が愛知中高と統合。東春初級に改称。
- 2016年9月25日 - 東春初級創立70周年記念大祝典開催

## 学科
- 初級部
- 幼稚部

## 制服
- ブレザー、カッターシャツ、スラックス(男子)、吊りスカート(女子)

## 所在地
- 愛知県春日井市弥生町平野2047
  - 春日井市立上条小学校と隣接している。

## 学校周辺
- JR中央本線 春日井駅
- 王子製紙春日井工場
- 上条城址
- 春日井市立上条小学校
- 専門学校：都市デザインカレッジ愛知

## 出身者
- 鄭大世（サッカー選手）

## 最寄り駅
- JR中央本線の春日井駅